# Jacob Evans
Jacob Evans III (Jacksonville, Carolina del Norte, 18 de junio de 1997) es un baloncestista estadounidense que pertenece a la plantilla de los Edmonton Stingers de la CEBL canadiense. Con 1,98 metros de estatura, juega en la posición de escolta.

## Trayectoria deportiva

### Universidad
Jugó tres temporadas con los Bearcats de la Universidad de Cincinnati, en las que promedió 11,7 puntos, 4,3 rebotes, 2,5 asistencias y 1,1 robos de balón por partido. En su última temporada fue incluido en el mejor quinteto de la Atlantic Coast Conference.

#### Estadísticas
| Año     | Equipo     | PJ  | PT | MPP  | %TC  | %3P  | %TL  | RPP | APP | ROB | TPP | PPP  |
| ------- | ---------- | --- | -- | ---- | ---- | ---- | ---- | --- | --- | --- | --- | ---- |
| 2015–16 | Cincinnati | 33  | 8  | 24.4 | .372 | .333 | .804 | 4.1 | 1.6 | .8  | .8  | 8.4  |
| 2016–17 | Cincinnati | 36  | 36 | 31.6 | .473 | .418 | .732 | 4.2 | 2.7 | 1.3 | .8  | 13.5 |
| 2017–18 | Cincinnati | 36  | 36 | 30.8 | .427 | .370 | .754 | 4.7 | 3.1 | 1.3 | 1.0 | 13.0 |
| Total   | Total      | 105 | 80 | 29.1 | .429 | .377 | .755 | 4.3 | 2.5 | 1.1 | .9  | 11.7 |

### Profesional
Fue elegido en la vigésimo octava posición del Draft de la NBA de 2018 por Golden State Warriors.
El 6 de febrero de 2020, Evans es traspasado a Minnesota Timberwolves, junto a D'Angelo Russell y Omari Spellman, a cambio de Andrew Wiggins.
Después de 2 encuentros en Minnesota, el 24 de noviembre de 2020, es traspasado a los New York Knicks. Pero el 9 de diciembre es cortado por los Knicks, sin llegar a disputar un solo encuentro.
El 27 de enero de 2021, firma por el Erie BayHawks de la NBA G League. El 2 de febrero es cortado después de que los Bayhawks adquirieran a Jordan Bell.
El 23 de febrero de 2021, Evans se unió a los Santa Cruz Warriors y disputó cuatro juegos durante el final de la temporada.
El 6 de agosto de 2021, firma por el Hapoel Eilat B.C. de la Ligat ha'Al israelí. Sin embargo, fue cortado del equipo sin llegar a disputar un partido. Posteriormente, regresa a los Santa Cruz Warriors.
El 9 de mayo de 2024, firmó con los Edmonton Stingers de la Canadian Elite Basketball League (CEBL).

## Estadísticas de su carrera en la NBA

### Temporada regular
| Año     | Equipo       | PJ | PT | MPP  | %TC  | %3P  | %TL  | RPP | APP | ROB | TPP | PPP |
| ------- | ------------ | -- | -- | ---- | ---- | ---- | ---- | --- | --- | --- | --- | --- |
| 2018-19 | Golden State | 30 | 1  | 6.8  | .340 | .267 | .000 | .8  | .8  | .2  | .1  | 1.3 |
| 2019-20 | Golden State | 27 | 1  | 15.3 | .338 | .342 | .862 | 1.5 | 1.1 | .4  | .4  | 4.7 |
| 2019-20 | Minnesota    | 2  | 0  | 2.0  | .000 | 000  | -    | .0  | .0  | .0  | .0  | .0  |
| Total   | Total        | 59 | 2  | 10.5 | .337 | .315 | .833 | 1.1 | .9  | .3  | .3  | 2.8 |

### Playoffs
| Año   | Equipo       | PJ | PT | MPP | %TC  | %3P  | %TL | RPP | APP | ROB | TPP | PPP |
| ----- | ------------ | -- | -- | --- | ---- | ---- | --- | --- | --- | --- | --- | --- |
| 2019  | Golden State | 7  | 0  | 2.6 | .400 | .500 | -   | .1  | .1  | .0  | .0  | .7  |
| Total | Total        | 7  | 0  | 2.6 | .400 | .500 | -   | .1  | .1  | .0  | .0  | .7  |

### Redes sociales
- Jacob Evans en X (antes Twitter)
- Jacob Evans en Instagram
- Jacob Evans en Facebook

- Datos: Q51683022